# Joaquín Sobrino Martínez
Joaquín Sobrino Martínez (Posada de Llanes, 22 de juny de 1982) és un ciclista espanyol professional del 2007 al 2016. Un cop retirat, ha passat a la direcció esportiva.

## Palmarès
- 2005
  - Vencedor d'una etapa a la Volta a Toledo
  - Vencedor de 2 etapes a la Volta a Galícia
- 2008
  - Vencedor d'una etapa a la Volta a Navarra
  - Vencedor d'una etapa a la Volta a Mèxic
- 2009
  - Vencedor d'una etapa a la Volta a Castella i Lleó
- 2010
  - Vencedor d'una etapa a la Volta a Astúries
- 2012
  - Vencedor d'una etapa al Tour d'Algèria
  - Vencedor d'una etapa a l'Okolo jižních Čech
- 2013
  - Vencedor d'una etapa als Cinc anells de Moscou